# Pistol Lake
Pistol Lake är en sjö i Algoma District i provinsen Ontario i den sydöstra delen av Kanada. Pistol Lake ligger 321 meter över havet. Sjön har sitt utlopp i väster genom Pistol Creek. Pistol Lake tillhör Blind Rivers avrinningsområde.